# Norwegischer Fußballpokal der Männer 1948
Der norwegische Fußballpokal 1948 (kurz auch NM-Cup 1948 genannt) war die 43. Austragung des Fußballpokalwettbewerbs der Männer. Pokalsieger wurde Sarpsborg FK. Das Team setzte sich im Finale gegen Fredrikstad FK durch. Seit dieser Spielzeit wird das Finale alljährlich im Osloer Ullevaal-Stadion ausgetragen.
Die acht Mannschaften die an der Meisterrunde der Norgesserien 1947/48 teilnahmen, stiegen je nach Abschneiden erst in der zweiten oder dritten Runde ein.

## Kalender
| Runde         | Datum              | Spiele | Vereine  | Neueinstiege |
| ------------- | ------------------ | ------ | -------- | ------------ |
| 1. Runde      | 20. Juni 1948      | 52     | 112 → 60 | 104          |
| 2. Runde      | 27. Juni 1948      | 28     | 60 → 32  | 4            |
| 3. Runde      | 15. August 1948    | 16     | 32 → 16  | –            |
| 4. Runde      | 29. August 1948    | 8      | 16 → 8   | –            |
| Viertelfinale | 12. September 1948 | 4      | 8 → 4    | –            |
| Halbfinale    | 26. September 1948 | 2      | 4 → 2    | –            |
| Finale        | 17. Oktober 1948   | 1      | 2 → 1    | –            |

## 1. Runde
Acht Freilose für die Viertelfinalisten der Norgesserien 1947/48: FK Sparta Sarpsborg, Mjøndalen IF, SK Freidig, Viking Stavanger, Brann Bergen, Kapp IF, Kristiansund FK und Storms BK.
| Datum      |                       | Ergebnis  |                        |
| ---------- | --------------------- | --------- | ---------------------- |
| 20.06.1948 | Clausenengen FK       | 3:2       | IL Braatt              |
|            | SK Djerv              | 2:1       | SK Djerv 1919          |
|            | FK Donn               | 1:0       | Brevik IL              |
|            | SBK Drafn             | 6:0       | Bjørkelangen SF        |
|            | Drammens BK           | 2:0       | IF Tønsberg-Kameratene |
|            | Egersunds IK          | 0:1       | Start Kristiansand     |
|            | SK Falken             | 4:1       | Nidar IL               |
|            | Flekkefjord FK        | 8:0       | FK Mandalskameratene   |
|            | FK Fremad Lillehammer | 2:1       | Raumnes & Årnes IL     |
|            | Frigg Oslo FK         | 5:0       | SK Mesna               |
|            | Geithus IL            | 1:1 n. V. | Kjelsås IL             |
|            | IK Grane Arendal      | 1:0       | Skiens BK              |
|            | Ham-Kam               | 1:6       | Fredrikstad FK         |
|            | SK Hardy              | 2:1 n. V. | IL Brodd               |
|            | Herkules IF           | 2:0       | Fram Larvik            |
|            | SK Jarl               | 4:5       | Nymark IL              |
|            | Jevnaker IF           | 3:2       | IF Birkebeineren       |
|            | Kongsberg IF          | 3:1       | IF Borg                |
|            | FK Kvik Trondheim     | 02:0 1    | SK Nessegutten         |
|            | Larvik Turn           | 2:0       | FK Vigør               |
|            | Lisleby FK            | 3:3 n. V. | Lillestrøm SK          |
|            | Magnor IL             | 1:7       | Sandaker SFK           |
|            | IL Nordlandet         | 1:0       | Molde FK               |
|            | Nordnes IL            | 1:2       | Årstad IL              |
|            | Nydalens SK           | 1:1 n. V. | Rakkestad IF           |
|            | Nærbø IL              | 0:2       | Ålgård FK              |
|            | IF Pors               | 4:0       | Rjukan IL              |
|            | Raufoss IL            | 2:1       | Vikersund IF           |
|            | Rena IL               | 0:2       | Hamar IL               |
|            | SK Rollon             | 4:3       | IL Hødd                |
|            | Rosenborg Trondheim   | 1:0       | SK Brage               |
|            | Sandefjord BK         | 4:1       | Sagene IF              |
|            | Sarpsborg FK          | 7:1       | Asker SK               |
|            | Selbak TIF            | 5:0       | BSK 1914 Oslo          |
|            | Skeid Oslo            | 6:0       | Ottestad IL            |
|            | IF Skiens-Grane       | 2:2 n. V. | SK Rapid Moss          |
|            | Slemmestad IF         | 1:4       | Odds BK                |
|            | SK Snøgg              | 1:2       | SK Stag                |
|            | SK Sprint-Jeløy       | 3:3 n. V. | Solberg SK             |
|            | Stavanger IF          | 3:0       | Sauda IL               |
|            | Steinkjer FK          | 7:4       | Løkken IF              |
|            | SK Strong             | 2:0       | FK Lyn                 |
|            | IL Sverre             | 0:2       | Neset FK               |
|            | Torp IF               | 0:2       | SFK Lyn Oslo           |
|            | Tønsbergs TF          | 1:1 n. V. | Moss FK                |
|            | Ulefoss SF            | 0:1       | Urædd FK               |
|            | SK Vard Haugesund     | 1:1 n. V. | IL Varegg              |
|            | Vardal IF             | 1:0       | Vålerenga Oslo         |
|            | Veblungsnes FK        | 0:1 n. V. | Aalesunds FK           |
|            | Verdal IL             | 0:6       | Ranheim IL             |
|            | FBK Voss              | 1:0 n. V. | SK Trane               |
|            | FK Ørn                | 3:0       | Mysen IF               |

### Wiederholungsspiele
| Datum      |                | Ergebnis  |                   |
| ---------- | -------------- | --------- | ----------------- |
| 23.06.1948 | Kjelsås IL     | 2:1       | Geithus IL        |
|            | Lillestrøm SK  | 2:1 n. V. | Lisleby FK        |
|            | Moss FK        | 1:2       | Tønsbergs TF      |
|            | SK Nessegutten | 0:3       | FK Kvik Trondheim |
|            | Rakkestad IF   | 3:0       | Nydalens SK       |
|            | SK Rapid Moss  | 1:3       | IF Skiens-Grane   |
|            | Solberg SK     | 3:1       | SK Sprint-Jeløy   |
|            | IL Varegg      | 0:1       | SK Vard Haugesund |

## 2. Runde
Vier Freilose für die Halbfinalisten der Norgesserien 1947/48: FK Sparta Sarpsborg, Mjøndalen IF, SK Freidig und Viking Stavanger.
| Datum      |                    | Ergebnis  |                       |
| ---------- | ------------------ | --------- | --------------------- |
| 27.06.1948 | Clausenengen FK    | 4:1       | SK Rollon             |
|            | Fredrikstad FK     | 7:0       | SK Strong             |
|            | Hamar IL           | 0:1       | Sarpsborg FK          |
|            | SK Hardy           | 2:3       | SK Vard Haugesund     |
|            | Kjelsås IL         | 0:1       | Frigg Oslo FK         |
|            | Kristiansund FK    | ?:?       | IL Nordlandet         |
|            | FK Kvik Trondheim  | 7:1       | SK Falken             |
|            | Lillestrøm SK      | 1:2       | Sandefjord BK         |
|            | SFK Lyn Oslo       | 7:0       | Raufoss IL            |
|            | Neset FK           | 1:1 n. V. | Steinkjer FK          |
|            | Nymark IL          | 0:3       | Brann Bergen          |
|            | Odds BK            | 6:2       | FK Donn               |
|            | Rakkestad IF       | 1:0       | SBK Drafn             |
|            | Ranheim IL         | 5:0       | Rosenborg Trondheim   |
|            | Sandaker SFK       | 1:0       | Selbak TIF            |
|            | IF Skiens-Grane    | 0:0 n. V. | Kongsberg IF          |
|            | Solberg SK         | 0:0 n. V. | Larvik Turn           |
|            | SK Stag            | 0:1       | Jevnaker IF           |
|            | Start Kristiansand | 1:2       | IF Pors               |
|            | Stavanger IF       | 2:1       | Flekkefjord FK        |
|            | Storms BK          | 2:1       | IK Grane Arendal      |
|            | Tønsbergs TF       | 0:1 n. V. | Herkules IF           |
|            | Urædd FK           | 0:5       | Skeid Oslo            |
|            | Vardal IF          | 1:4       | Drammens BK           |
|            | FK Ørn             | 5:1       | Kapp IF               |
|            | Aalesunds FK       | 2:1       | FK Fremad Lillehammer |
|            | Ålgård FK          | 1:2       | SK Djerv              |
|            | Årstad IL          | 4:1       | FBK Voss              |

### Wiederholungsspiele
| Datum      |              | Ergebnis |                 |
| ---------- | ------------ | -------- | --------------- |
| 04.07.1948 | Kongsberg IF | ?:?      | IF Skiens-Grane |
|            | Larvik Turn  | 0:2      | Solberg SK      |
|            | Steinkjer FK | 1:4      | Neset FK        |

## 3. Runde
| Datum      |                  | Ergebnis  |                     |
| ---------- | ---------------- | --------- | ------------------- |
| 15.08.1948 | Sarpsborg FK     | 2:1       | Solberg SK          |
|            | Skeid Oslo       | 4:2 n. V. | Aalesunds FK        |
|            | Frigg Oslo FK    | 0:1       | Storms BK           |
|            | Drammens BK      | 1:2 n. V. | SFK Lyn Oslo        |
|            | Mjøndalen IF     | 2:1       | Rakkestad IF        |
|            | FK Ørn           | 3:1 n. V. | Jevnaker IF         |
|            | Sandefjord BK    | 2:3       | Odds BK             |
|            | IF Pors          | 3:1       | Sandaker SFK        |
|            | Herkules IF      | 1:3       | Fredrikstad FK      |
|            | IF Skiens-Grane  | 2:3       | FK Sparta Sarpsborg |
|            | Viking Stavanger | 3:1       | Årstad IL           |
|            | Brann Bergen     | 1:1 n. V. | SK Vard Haugesund   |
|            | SK Djerv         | 1:1 n. V. | Stavanger IF        |
|            | Kristiansund FK  | 0:2       | FK Kvik Trondheim   |
|            | SK Freidig       | 3:0       | Neset FK            |
|            | Ranheim IL       | 3:1       | Clausenengen FK     |

### Wiederholungsspiele
| Datum      |                   | Ergebnis |              |
| ---------- | ----------------- | -------- | ------------ |
| 18.08.1948 | SK Vard Haugesund | 0:2      | Brann Bergen |
|            | Stavanger IF      | 5:1      | SK Djerv     |

## 4. Runde
| Datum      |                     | Ergebnis  |                  |
| ---------- | ------------------- | --------- | ---------------- |
| 29.08.1948 | FK Sparta Sarpsborg | 2:1       | IF Pors          |
|            | Fredrikstad FK      | 4:0       | FK Ørn           |
|            | SFK Lyn Oslo        | 1:2       | Ranheim IL       |
|            | Mjøndalen IF        | 2:2 n. V. | Brann Bergen     |
|            | Storms BK           | 0:3       | Viking Stavanger |
|            | Odds BK             | 1:3 n. V. | SK Freidig       |
|            | Stavanger IF        | 0:3       | Sarpsborg FK     |
|            | FK Kvik Trondheim   | 5:1       | Skeid Oslo       |

### Wiederholungsspiel
| Datum      |              | Ergebnis |              |
| ---------- | ------------ | -------- | ------------ |
| 05.09.1948 | Brann Bergen | 1:4      | Mjøndalen IF |

## Viertelfinale
| Datum      |                  | Ergebnis  |                     |
| ---------- | ---------------- | --------- | ------------------- |
| 12.09.1948 | Fredrikstad FK   | 2:1       | FK Sparta Sarpsborg |
|            | Sarpsborg FK     | 2:1       | Ranheim IL          |
|            | SK Freidig       | 1:0       | FK Kvik Trondheim   |
|            | Viking Stavanger | 0:0 n. V. | Mjøndalen IF        |

### Wiederholungsspiel
| Datum      |              | Ergebnis |                  |
| ---------- | ------------ | -------- | ---------------- |
| 26.09.1948 | Mjøndalen IF | 0:1      | Viking Stavanger |

## Halbfinale
| Datum      |                | Ergebnis |                  |
| ---------- | -------------- | -------- | ---------------- |
| 03.10.1948 | Sarpsborg FK   | 3:1      | Viking Stavanger |
|            | Fredrikstad FK | 3:1      | SK Freidig       |

## Finale
| Sarpsborg FK                                | Sarpsborg FK | Fredrikstad FK | Fredrikstad FK |
| ------------------------------------------- | --- | --- | -------------- |
| Sarpsborg FK                                | \| Finale \| \| 17. Oktober 1948 in Oslo (Ullevaal-Stadion) \| \| Ergebnis: 1:0 (1:0) \| \| Zuschauer: 35.000 \| \| Schiedsrichter: Johan Narvestad \| \| Spielbericht \| | \| Finale \| \| 17. Oktober 1948 in Oslo (Ullevaal-Stadion) \| \| Ergebnis: 1:0 (1:0) \| \| Zuschauer: 35.000 \| \| Schiedsrichter: Johan Narvestad \| \| Spielbericht \|     | Fredrikstad FK |
| Sarpsborg FK                                | John Olsen – Finn Moen, Olaf Johansen – Gunnar Hansen, Gunnar Eide, Hjalmar Andresen – Einar Fredriksen, Jacob „Jacken“ Johansen, Villy Andresen, Harry Yven, Arne Olsen  | Hans Hansen – Per Spydevold, Helge Sveberg – Gunnar Andreassen, Erik Holmberg, Odd Andersen – Thorleif Larsen, Leif Pedersen, Knut Brynildsen, Henry Johannessen, Willy Olsen | Fredrikstad FK |
| Sarpsborg FK                                | 1:0 Harry Yven (25.) | | Fredrikstad FK |
| Finale                                      | | |                |
| 17. Oktober 1948 in Oslo (Ullevaal-Stadion) | | |                |
| Ergebnis: 1:0 (1:0)                         | | |                |
| Zuschauer: 35.000                           | | |                |
| Schiedsrichter: Johan Narvestad             | | |                |
| Spielbericht                                | | |                |